# ایلفلد
ایلفلد (به آلمانی: Ilfeld) یک منطقهٔ مسکونی در آلمان است که در هارتستور واقع شده‌است.
 ایلفلد  ۲٬۹۵۴ نفر جمعیت دارد.